# Decatur (Nowy Jork)
Decatur – miasto w Stanach Zjednoczonych, w stanie Nowy Jork, w hrabstwie Otsego.